# L'Angle mort (film)
Pour les articles homonymes, voir Angle mort (homonymie), Angle (homonymie) et Blind Spot.
Pour plus de détails, voir Fiche technique et Distribution.
L'Angle mort est un film français écrit et réalisé par Patrick Mario Bernard et Pierre Trividic, sorti en 2019,.

## Synopsis
Dominick Brassan a le pouvoir de se rendre invisible, jusqu'au jour où il perd son pouvoir.

## Fiche technique
- Titre : L'Angle mort
- Titre international : Blind Spot
- Réalisation : Patrick Mario Bernard, Pierre Trividic
- Scénario : Patrick Mario Bernard, Pierre Trividic d'après une idée originale d'Emmanuel Carrère
- Production : Les Films de Pierre, AS Prod, Rouge International
- Producteur : Julie Gayet, Patrick Sobelman, Marie-Ange Luciani
- Musique originale : Patrick Mario Bernard
- Directeur de la photographie : Jonathan Ricquebourg
- Distributeur : Rouge Distribution
- Pays d'origine :  France
- Langue : français
- Genre : Drame et fantastique
- Durée : 104 minutes
- Dates de sortie : France : 16 octobre 2019

## Distribution
- Jean-Christophe Folly : Dominick Brassan
- Isabelle Carré : Viveka Behring
- Golshifteh Farahani : Elham
- Sami Ameziane : Richard Jaskowiak
- Claudia Tagbo : Cynthia Brassan
- Tella Kpomahou : Marlette Brassan
- Elliot Jenicot : Charbonell

## Accueil

### Critiques
Le film reçoit de bons retours, avec une note moyenne de 3,4⁄5 sur AlloCiné.
Pour Culturebox il s'agit d'« Un joli film, modeste et ludique. ».
Pour La Croix, « À travers l'histoire d’un homme qui détient le pouvoir de se rendre invisible, les réalisateurs introduisent une dose de fantastique dans le réel pour mieux démythifier la figure du superhéros mais en dépit d’un traitement soigné, le film a du mal à aller au-delà de son idée de départ. ».

## Distinction
Sélection
- Festival de Cannes 2019 : sélection de l'ACID